# Danh sách cầu thủ tham dự môn bóng đá tại Đại hội Thể thao Đông Nam Á 2017 – Nữ
Dưới đây là đội hình của các quốc gia tham dự Bóng đá nữ Đại hội Thể thao Đông Nam Á 2017 tại Malaysia từ ngày 14 đến ngày 29 tháng 8 năm 2017.

## Danh sách các đội

### Malaysia
Huấn luyện viên trưởng: Mohd Asyraaf Fong Abdullah
| #  | Vị trí | Cầu thủ                   | Ngày sinh (tuổi)            |
| -- | ------ | ------------------------- | --------------------------- |
| 2  | TV     | Masturah Majid            | 5 tháng 2, 1990 (27 tuổi)   |
| 3  | HV     | Mira Fazliana Aidi        | 22 tháng 9, 1993 (23 tuổi)  |
| 4  | TV     | Shereilynn Elly           | 20 tháng 8, 1991 (25 tuổi)  |
| 5  | HV     | Nur Athirah Farhanah      | 5 tháng 7, 1999 (18 tuổi)   |
| 7  | TV     | Jaciah Jumilis            | 23 tháng 7, 1991 (26 tuổi)  |
| 8  | HV     | Eslilah Esar              | 18 tháng 7, 1989 (28 tuổi)  |
| 9  | HV     | Usliza Usman              | 20 tháng 5, 1995 (22 tuổi)  |
| 10 | TV     | Norsuriani Mazli          | 27 tháng 4, 1990 (27 tuổi)  |
| 11 | TĐ     | Puteri Noralisa Wilkinson | 10 tháng 11, 1995 (21 tuổi) |
| 12 | TV     | Angela Kais               | 7 tháng 9, 1980 (36 tuổi)   |
| 13 | TĐ     | Nur Haniza Saarani        | 26 tháng 5, 1996 (21 tuổi)  |
| 15 | TĐ     | Ji Fedalliah              | 28 tháng 8, 1996 (20 tuổi)  |
| 16 | TV     | Nor Athirah Mamat         | 13 tháng 8, 2001 (16 tuổi)  |
| 17 | HV     | Malini Nordin             | 29 tháng 12, 1985 (31 tuổi) |
| 18 | HV     | Norshahira Suhaime        | 6 tháng 4, 2001 (16 tuổi)   |
| 19 | TĐ     | Dadree Rofinus            | 7 tháng 1, 1990 (27 tuổi)   |
| 20 | TM     | Asma Junaidi              | 18 tháng 11, 1992 (24 tuổi) |
| 21 | TM     | Roszaini Bakar            | 17 tháng 10, 1990 (26 tuổi) |
| 22 | TV     | Haindee Mosroh            | 17 tháng 4, 1993 (24 tuổi)  |
| 23 | TM     | Nurul Azurin Mazlan       | 27 tháng 1, 2000 (17 tuổi)  |

### Myanmar
Huấn luyện viên trưởng: Reijners Roger Johannes Joseph Hubertus
| #  | Vị trí | Cầu thủ           | Ngày sinh (tuổi)            |
| -- | ------ | ----------------- | --------------------------- |
| 1  | TM     | Mya Phu Ngon      | 10 tháng 8, 1989 (28 tuổi)  |
| 2  | HV     | Khin Than Wai     | 2 tháng 11, 1995 (21 tuổi)  |
| 3  | HV     | Zin Mar Win       | 2 tháng 1, 1990 (27 tuổi)   |
| 4  | HV     | Wai Wai Aung      | 5 tháng 10, 1993 (23 tuổi)  |
| 5  | HV     | Phu Pwint Khaing  | 23 tháng 7, 1987 (30 tuổi)  |
| 6  | HV     | San San Maw       | 5 tháng 10, 1980 (36 tuổi)  |
| 7  | TĐ     | Win Theingi Tun   | 1 tháng 2, 1995 (22 tuổi)   |
| 8  | TV     | Naw Arlo Wer Phaw | 11 tháng 1, 1988 (29 tuổi)  |
| 9  | TĐ     | Yee Yee Oo        | 1 tháng 8, 1990 (27 tuổi)   |
| 10 | TV     | Khin Marlar Tun   | 21 tháng 5, 1988 (29 tuổi)  |
| 11 | TĐ     | Khin Moe Wai      | 16 tháng 12, 1989 (27 tuổi) |
| 12 | TV     | Le Le Hlaing      | 24 tháng 3, 1997 (20 tuổi)  |
| 13 | TV     | Than Than Htwe    | 24 tháng 7, 1986 (31 tuổi)  |
| 14 | TV     | May Sabai Phoo    | 31 tháng 7, 1996 (21 tuổi)  |
| 15 | TĐ     | Nu Nu             | 1 tháng 4, 1999 (18 tuổi)   |
| 16 | TĐ     | July Kyaw         | 21 tháng 7, 1999 (18 tuổi)  |
| 17 | TĐ     | Khin Mo Mo Tun    | 3 tháng 6, 1999 (18 tuổi)   |
| 18 | TM     | Zar Zar Myint     | 5 tháng 6, 1993 (24 tuổi)   |
| 19 | HV     | Ei Yadanar Phyo   | 4 tháng 1, 1998 (19 tuổi)   |
| 20 | HV     | Chit Chit         | 18 tháng 10, 1996 (20 tuổi) |

### Philippines
Huấn luyện viên trưởng: Marnelli Dimzon
| #  | Vị trí | Cầu thủ               | Ngày sinh (tuổi)            |
| -- | ------ | --------------------- | --------------------------- |
| 1  | TM     | Inna Palacios         | 8 tháng 2, 1994 (23 tuổi)   |
| 5  | HV     | Hali Moriah Long      | 21 tháng 1, 1995 (22 tuổi)  |
| 7  | TV     | Kathleen Rodriguez    | 27 tháng 12, 1994 (22 tuổi) |
| 8  | HV     | Alesa Dolino          | 26 tháng 10, 1992 (24 tuổi) |
| 9  | TV     | Anicka Castaneda      | 15 tháng 12, 1999 (17 tuổi) |
| 10 | TĐ     | Kyrhen Dimaandal      | 16 tháng 10, 1996 (20 tuổi) |
| 11 | TV     | Irish Navaja          | 12 tháng 5, 1997 (20 tuổi)  |
| 12 | TV     | Jovelle Sudaria       | 11 tháng 11, 1996 (20 tuổi) |
| 13 | HV     | Patricia Tomanon      | 10 tháng 4, 1994 (23 tuổi)  |
| 14 | HV     | Mea Bernal            | 24 tháng 11, 1989 (27 tuổi) |
| 16 | TĐ     | Charisa Marie Lemoran | 21 tháng 9, 1998 (18 tuổi)  |
| 17 | TV     | Kyla Jan Inquig       | 24 tháng 1, 1997 (20 tuổi)  |
| 18 | TM     | Faith Sean Ruetas     | 3 tháng 7, 2001 (16 tuổi)   |
| 19 | HV     | Eva Madarang          | 13 tháng 9, 1997 (19 tuổi)  |
| 20 | TĐ     | Alisha del Campo      | 20 tháng 9, 1999 (17 tuổi)  |
| 22 | TM     | Hazel Arce            | 15 tháng 6, 1997 (20 tuổi)  |
| 24 | HV     | Patrice Impelido      | 9 tháng 10, 1987 (29 tuổi)  |
| 27 | HV     | Joanna Almeda         | 24 tháng 9, 1999 (17 tuổi)  |
| 28 | HV     | Mary Duran            | 28 tháng 3, 1997 (20 tuổi)  |
| 29 | TV     | Sara Castañeda        | 5 tháng 12, 1996 (20 tuổi)  |

### Thái Lan
Huấn luyện viên trưởng: Spencer Prior
| #  | Vị trí | Cầu thủ              | Ngày sinh (tuổi)            |
| -- | ------ | -------------------- | --------------------------- |
| 1  | TM     | Waraporn Boonsing    | 16 tháng 2, 1990 (27 tuổi)  |
| 3  | HV     | Natthakarn Chinwong  | 15 tháng 3, 1992 (25 tuổi)  |
| 4  | HV     | Duangnapa Sritala    | 4 tháng 2, 1986 (31 tuổi)   |
| 5  | HV     | Ainon Phancha        | 26 tháng 1, 1992 (25 tuổi)  |
| 6  | TV     | Pikul Khueanpet      | 20 tháng 9, 1988 (28 tuổi)  |
| 7  | TV     | Silawan Intamee      | 22 tháng 1, 1994 (23 tuổi)  |
| 8  | TV     | Naphat Seesraum      | 11 tháng 5, 1987 (30 tuổi)  |
| 9  | HV     | Warunee Phetwiset    | 13 tháng 12, 1990 (26 tuổi) |
| 10 | HV     | Sunisa Srangthaisong | 6 tháng 5, 1988 (29 tuổi)   |
| 11 | TĐ     | Alisa Rukpinij       | 2 tháng 2, 1995 (22 tuổi)   |
| 12 | TV     | Rattikan Thongsombut | 7 tháng 7, 1991 (26 tuổi)   |
| 13 | TV     | Orathai Srimanee     | 12 tháng 6, 1988 (29 tuổi)  |
| 15 | TV     | Nipawan Panyosuk     | 15 tháng 3, 1995 (22 tuổi)  |
| 16 | HV     | Khwanrudi Saengchan  | 16 tháng 5, 1991 (26 tuổi)  |
| 17 | TĐ     | Taneekarn Dangda     | 15 tháng 12, 1992 (24 tuổi) |
| 18 | TM     | Yada Sengyong        | 10 tháng 9, 1993 (23 tuổi)  |
| 19 | HV     | Pitsamai Sornsai     | 19 tháng 1, 1989 (28 tuổi)  |
| 21 | TĐ     | Kanjana Sungngoen    | 21 tháng 9, 1986 (30 tuổi)  |
| 23 | TĐ     | Nisa Romyen          | 18 tháng 1, 1990 (27 tuổi)  |
| 26 | TĐ     | Saowalak Pengngam    | 30 tháng 11, 1996 (20 tuổi) |

### Việt Nam
Huấn luyện viên trưởng: Mai Đức Chung
| #  | Vị trí | Cầu thủ               | Ngày sinh (tuổi)            |
| -- | ------ | --------------------- | --------------------------- |
| 1  | TM     | Đặng Thị Kiều Trinh   | 19 tháng 12, 1985 (31 tuổi) |
| 2  | HV     | Nguyễn Thị Xuyến      | 6 tháng 9, 1987 (29 tuổi)   |
| 3  | HV     | Chương Thị Kiều       | 19 tháng 8, 1995 (21 tuổi)  |
| 4  | HV     | Vũ Thị Thúy           | 8 tháng 8, 1994 (23 tuổi)   |
| 5  | HV     | Bùi Thị Như           | 16 tháng 6, 1990 (27 tuổi)  |
| 6  | TV     | Vũ Thị Nhung          | 9 tháng 7, 1992 (25 tuổi)   |
| 7  | TV     | Nguyễn Thị Tuyết Dung | 13 tháng 12, 1993 (23 tuổi) |
| 8  | TV     | Nguyễn Thị Liễu       | 18 tháng 9, 1992 (24 tuổi)  |
| 9  | TV     | Trần Thị Thùy Trang   | 8 tháng 8, 1988 (29 tuổi)   |
| 11 | TĐ     | Nguyễn Thị Nguyệt     | 5 tháng 11, 1992 (24 tuổi)  |
| 12 | TĐ     | Phạm Hải Yến          | 9 tháng 11, 1994 (22 tuổi)  |
| 13 | TV     | Nguyễn Thị Muôn       | 7 tháng 10, 1988 (28 tuổi)  |
| 14 | TM     | Trần Thị Kim Thanh    | 18 tháng 9, 1993 (23 tuổi)  |
| 16 | TV     | Nguyễn Thị Bích Thùy  | 1 tháng 5, 1994 (23 tuổi)   |
| 17 | HV     | Nguyễn Hải Hòa        | 22 tháng 12, 1989 (27 tuổi) |
| 18 | TV     | Nguyễn Thị Vạn        | 10 tháng 1, 1997 (20 tuổi)  |
| 19 | HV     | Huỳnh Như             | 28 tháng 11, 1991 (25 tuổi) |
| 21 | HV     | Bùi Thúy An           | 5 tháng 10, 1990 (26 tuổi)  |
| 23 | TM     | Nguyễn Thị Thanh Hảo  | 9 tháng 8, 1985 (32 tuổi)   |
| 26 | HV     | Trần Thị Hồng Nhung   | 28 tháng 10, 1992 (24 tuổi) |